# Coppa del Mondo di sci alpino 2025
La Coppa del Mondo di sci alpino 2025 è stata la cinquantanovesima edizione della manifestazione organizzata dalla Federazione internazionale sci e snowboard; ha avuto inizio il 26 ottobre 2024 a Sölden, in Austria, e si è conclusa il 27 marzo 2025 a Sun Valley, negli Stati Uniti d’America. Nel corso della stagione si sono tenuti a Saalbach-Hinterglemm, in Austria, i Campionati mondiali di sci alpino 2025, non validi ai fini della Coppa del Mondo il cui calendario ha contemplato dunque un'interruzione nel mese di febbraio.
In campo maschile si sono disputate 37 delle 38 gare in programma a inizio stagione (8 discese libere, 8 supergiganti, 9 slalom giganti, 12 slalom speciali), in 18 tappe. Lo svizzero Marco Odermatt si è aggiudicato sia la Coppa del Mondo generale (della quale era detentore uscente), sia quelle di discesa libera, di supergigante e di slalom gigante; il norvegese Henrik Kristoffersen ha vinto la Coppa del Mondo di slalom speciale.
In campo femminile si sono disputate 34 delle 37 gare in programma a inizio stagione (6 discese libere, 9 supergiganti, 9 slalom giganti, 10 slalom speciali), in 19 tappe. L'italiana Federica Brignone si è aggiudicata sia la Coppa del Mondo generale, sia quelle di discesa libera e slalom gigante; la svizzera Lara Gut-Behrami (detentrice uscente della Coppa generale) ha vinto la Coppa del Mondo di supergigante, la croata Zrinka Ljutić quella di slalom speciale.
In seguito all'invasione russa dell'Ucraina del 2022, gli atleti russi e bielorussi sono stati esclusi dalle competizioni.

## Uomini

### Risultati
| Data             | Località             | Nazione     | Pista                 | Spec. | Primo                 | Secondo                 | Terzo                   |
| ---------------- | -------------------- | ----------- | --------------------- | ----- | --------------------- | ----------------------- | ----------------------- |
| 27 ottobre 2024  | Sölden               | Austria     | Rettenbach            | GS    | Alexander Steen Olsen | Henrik Kristoffersen    | Atle Lie McGrath        |
| 17 novembre 2024 | Levi                 | Finlandia   | Levi Black            | SL    | Clément Noël          | Henrik Kristoffersen    | Loïc Meillard           |
| 24 novembre 2024 | Gurgl                | Austria     | Kirchenkar            | SL    | Clément Noël          | Kristoffer Jakobsen     | Atle Lie McGrath        |
| 6 dicembre 2024  | Beaver Creek         | Stati Uniti | Birds of Prey         | DH    | Justin Murisier       | Marco Odermatt          | Miha Hrobat             |
| 7 dicembre 2024  | Beaver Creek         | Stati Uniti | Birds of Prey         | SG    | Marco Odermatt        | Cyprien Sarrazin        | Lukas Feurstein         |
| 8 dicembre 2024  | Beaver Creek         | Stati Uniti | Birds of Prey         | GS    | Thomas Tumler         | Lucas Pinheiro Braathen | Žan Kranjec             |
| 14 dicembre 2024 | Val-d'Isère          | Francia     | La face de Bellevarde | GS    | Marco Odermatt        | Patrick Feurstein       | Stefan Brennsteiner     |
| 15 dicembre 2024 | Val-d'Isère          | Francia     | La face de Bellevarde | SL    | Henrik Kristoffersen  | Atle Lie McGrath        | Loïc Meillard           |
| 20 dicembre 2024 | Val Gardena          | Italia      | Saslong               | SG    | Mattia Casse          | Jared Goldberg          | Marco Odermatt          |
| 21 dicembre 2024 | Val Gardena          | Italia      | Saslong               | DH    | Marco Odermatt        | Franjo von Allmen       | Ryan Cochran-Siegle     |
| 22 dicembre 2024 | Alta Badia           | Italia      | Gran Risa             | GS    | Marco Odermatt        | Léo Anguenot            | Alexander Steen Olsen   |
| 23 dicembre 2024 | Alta Badia           | Italia      | Gran Risa             | SL    | Timon Haugan          | Loïc Meillard           | Atle Lie McGrath        |
| 28 dicembre 2024 | Bormio               | Italia      | Stelvio               | DH    | Alexis Monney         | Franjo von Allmen       | Cameron Alexander       |
| 29 dicembre 2024 | Bormio               | Italia      | Stelvio               | SG    | Fredrik Møller        | Vincent Kriechmayr      | Alexis Monney           |
| 8 gennaio 2025   | Madonna di Campiglio | Italia      | 3-Tre                 | SL    | Albert Popov          | Loïc Meillard           | Samuel Kolega           |
| 11 gennaio 2025  | Adelboden            | Svizzera    | Chuenisbärgli         | SL    | Clément Noël          | Lucas Pinheiro Braathen | Henrik Kristoffersen    |
| 12 gennaio 2025  | Adelboden            | Svizzera    | Chuenisbärgli         | GS    | Marco Odermatt        | Loïc Meillard           | Luca De Aliprandini     |
| 17 gennaio 2025  | Wengen               | Svizzera    | Lauberhorn            | SG    | Franjo von Allmen     | Vincent Kriechmayr      | Stefan Rogentin         |
| 18 gennaio 2025  | Wengen               | Svizzera    | Lauberhorn            | DH    | Marco Odermatt        | Franjo von Allmen       | Miha Hrobat             |
| 19 gennaio 2025  | Wengen               | Svizzera    | Männlichen/Jungfrau   | SL    | Atle Lie McGrath      | Timon Haugan            | Henrik Kristoffersen    |
| 24 gennaio 2025  | Kitzbühel            | Austria     | Streifalm             | SG    | Marco Odermatt        | Raphael Haaser          | Stefan Rogentin         |
| 25 gennaio 2025  | Kitzbühel            | Austria     | Streif                | DH    | James Crawford        | Alexis Monney           | Cameron Alexander       |
| 26 gennaio 2025  | Kitzbühel            | Austria     | Ganslern              | SL    | Clément Noël          | Alex Vinatzer           | Lucas Pinheiro Braathen |
| 28 gennaio 2025  | Schladming           | Austria     | Planai                | GS    | Alexander Steen Olsen | Henrik Kristoffersen    | Marco Odermatt          |
| 29 gennaio 2025  | Schladming           | Austria     | Planai                | SL    | Timon Haugan          | Manuel Feller           | Fabio Gstrein           |
| 22 febbraio 2025 | Crans-Montana        | Svizzera    | Nationale             | DH    | Franjo von Allmen     | Marco Odermatt          | Alexis Monney           |
| 23 febbraio 2025 | Crans-Montana        | Svizzera    | Nationale             | SG    | Marco Odermatt        | Alexis Monney           | Dominik Paris           |
| 1º marzo 2025    | Kranjska Gora        | Slovenia    | Podkoren              | GS    | Henrik Kristoffersen  | Lucas Pinheiro Braathen | Marco Odermatt          |
| 2 marzo 2025     | Kranjska Gora        | Slovenia    | Podkoren              | SL    | Henrik Kristoffersen  | Timon Haugan            | Manuel Feller           |
| 7 marzo 2025     | Kvitfjell            | Norvegia    | Olympiabakken         | DH    | Dominik Paris         | Marco Odermatt          | Stefan Rogentin         |
| 8 marzo 2025     | Kvitfjell            | Norvegia    | Olympiabakken         | DH    | Franjo von Allmen     | Marco Odermatt          | Stefan Rogentin         |
| 9 marzo 2025     | Kvitfjell            | Norvegia    | Olympiabakken         | SG    | Dominik Paris         | James Crawford          | Miha Hrobat             |
| 15 marzo 2025    | Hafjell              | Norvegia    | Olympia-Loypa         | GS    | Loïc Meillard         | Marco Odermatt          | Thomas Tumler           |
| 16 marzo 2025    | Hafjell              | Norvegia    | Olympia-Loypa         | SL    | Loïc Meillard         | Atle Lie McGrath        | Lucas Pinheiro Braathen |
| 22 marzo 2025    | Sun Valley           | Stati Uniti | Challenger            | DH    | cancellata            | cancellata              | cancellata              |
| 23 marzo 2025    | Sun Valley           | Stati Uniti | Challenger            | SG    | Lukas Feurstein       | Raphael Haaser          | Franjo von Allmen       |
| 26 marzo 2025    | Sun Valley           | Stati Uniti | Greyhawk/Hemingway    | GS    | Loïc Meillard         | Marco Odermatt          | Henrik Kristoffersen    |
| 27 marzo 2025    | Sun Valley           | Stati Uniti | Greyhawk              | SL    | Timon Haugan          | Clément Noël            | Fabio Gstrein           |

Legenda:

DH = discesa libera

SG = supergigante

GS = slalom gigante

SL = slalom speciale

### Classifiche

#### Generale

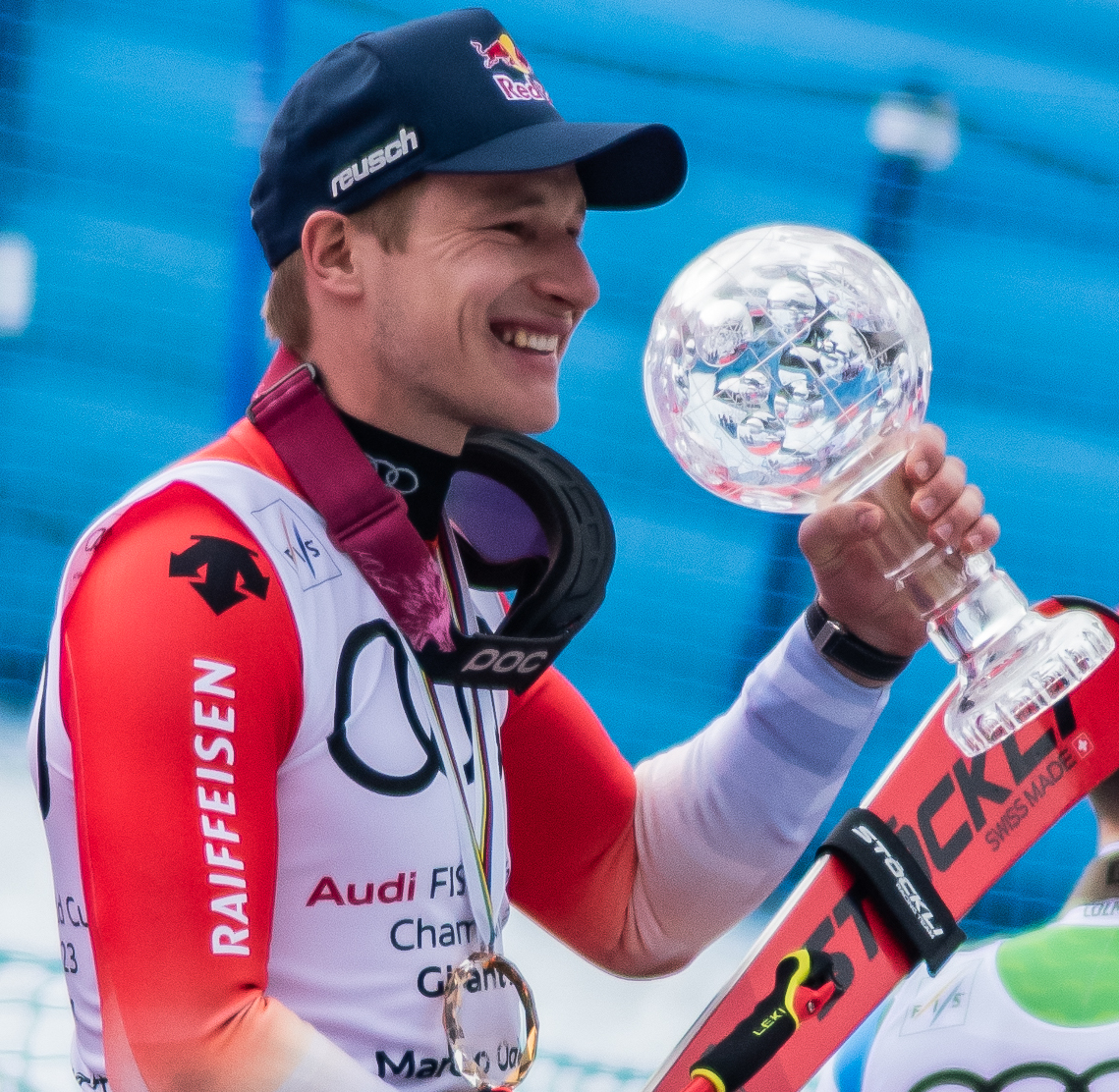
Marco Odermatt nel 2023

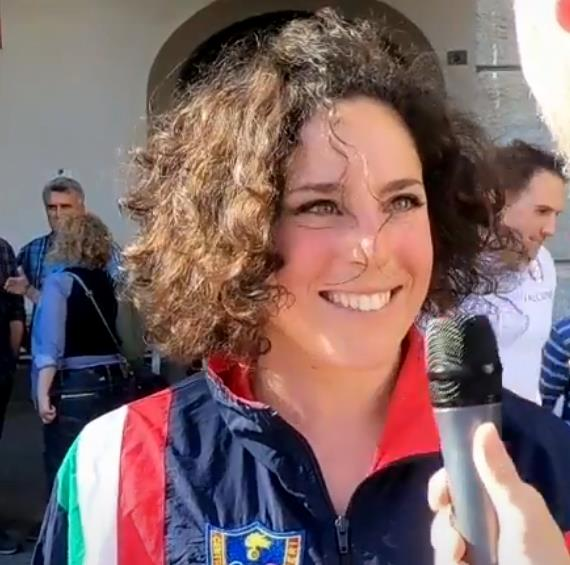
Federica Brignone nel 2018

| Pos. | Nome                    | Nazione  | Punti |
| ---- | ----------------------- | -------- | ----- |
| 1    | Marco Odermatt          | Svizzera | 1721  |
| 2    | Henrik Kristoffersen    | Norvegia | 1116  |
| 3    | Loïc Meillard           | Svizzera | 1076  |
| 4    | Franjo von Allmen       | Svizzera | 836   |
| 5    | Timon Haugan            | Norvegia | 821   |
| 6    | Lucas Pinheiro Braathen | Brasile  | 714   |
| 7    | Atle Lie McGrath        | Norvegia | 668   |
| 8    | Clément Noël            | Francia  | 606   |
| 9    | Alexis Monney           | Svizzera | 567   |
| 10   | Stefan Rogentin         | Svizzera | 555   |

#### Discesa libera
| Pos. | Nome              | Nazione  | Punti |
| ---- | ----------------- | -------- | ----- |
| 1    | Marco Odermatt    | Svizzera | 605   |
| 2    | Franjo von Allmen | Svizzera | 522   |
| 3    | Alexis Monney     | Svizzera | 327   |
| 4    | Miha Hrobat       | Slovenia | 320   |
| 5    | James Crawford    | Canada   | 270   |

#### Supergigante
| Pos. | Nome               | Nazione  | Punti |
| ---- | ------------------ | -------- | ----- |
| 1    | Marco Odermatt     | Svizzera | 536   |
| 2    | Stefan Rogentin    | Svizzera | 321   |
| 3    | Vincent Kriechmayr | Austria  | 317   |
| 4    | Franjo von Allmen  | Svizzera | 314   |
| 5    | Fredrik Møller     | Norvegia | 270   |

#### Slalom gigante
| Pos. | Nome                    | Nazione  | Punti |
| ---- | ----------------------- | -------- | ----- |
| 1    | Marco Odermatt          | Svizzera | 580   |
| 2    | Henrik Kristoffersen    | Norvegia | 454   |
| 3    | Loïc Meillard           | Svizzera | 434   |
| 4    | Alexander Steen Olsen   | Norvegia | 346   |
| 5    | Lucas Pinheiro Braathen | Brasile  | 341   |

#### Slalom speciale
| Pos. | Nome                 | Nazione  | Punti |
| ---- | -------------------- | -------- | ----- |
| 1    | Henrik Kristoffersen | Norvegia | 662   |
| 2    | Loïc Meillard        | Svizzera | 610   |
| 3    | Timon Haugan         | Norvegia | 609   |
| 4    | Clément Noël         | Francia  | 606   |
| 5    | Atle Lie McGrath     | Norvegia | 474   |

## Donne

### Risultati
| Data             | Località               | Nazione     | Pista                    | Spec. | Prima             | Seconda                           | Terza                   |
| ---------------- | ---------------------- | ----------- | ------------------------ | ----- | ----------------- | --------------------------------- | ----------------------- |
| 26 ottobre 2024  | Sölden                 | Austria     | Rettenbach               | GS    | Federica Brignone | Alice Robinson                    | Julia Scheib            |
| 16 novembre 2024 | Levi                   | Finlandia   | Levi Black               | SL    | Mikaela Shiffrin  | Katharina Liensberger             | Lena Dürr               |
| 23 novembre 2024 | Gurgl                  | Austria     | Kirchenkar               | SL    | Mikaela Shiffrin  | Lara Colturi                      | Camille Rast            |
| 30 novembre 2024 | Killington             | Stati Uniti | Superstar                | GS    | Sara Hector       | Zrinka Ljutić                     | Camille Rast            |
| 1º dicembre 2024 | Killington             | Stati Uniti | Superstar                | SL    | Camille Rast      | Wendy Holdener Anna Swenn Larsson |                         |
| 8 dicembre 2024  | Mont-Tremblant         | Canada      | Flying Mile              | GS    | cancellata        | cancellata                        | cancellata              |
| 14 dicembre 2024 | Beaver Creek           | Stati Uniti | Birds of Prey            | DH    | Cornelia Hütter   | Sofia Goggia                      | Lara Gut-Behrami        |
| 15 dicembre 2024 | Beaver Creek           | Stati Uniti | Birds of Prey            | SG    | Sofia Goggia      | Lara Gut-Behrami                  | Ariane Rädler           |
| 21 dicembre 2024 | Sankt Moritz           | Svizzera    | Corviglia                | SG    | Cornelia Hütter   | Lara Gut-Behrami                  | Sofia Goggia            |
| 28 dicembre 2024 | Semmering              | Austria     | Panorama                 | GS    | Federica Brignone | Sara Hector                       | Alice Robinson          |
| 29 dicembre 2024 | Semmering              | Austria     | Panorama                 | SL    | Zrinka Ljutić     | Lena Dürr                         | Katharina Liensberger   |
| 4 gennaio 2025   | Kranjska Gora          | Slovenia    | Podkoren                 | GS    | Sara Hector       | Lara Colturi                      | Alice Robinson          |
| 5 gennaio 2025   | Kranjska Gora          | Slovenia    | Podkoren                 | SL    | Zrinka Ljutić     | Wendy Holdener                    | Anna Swenn Larsson      |
| 11 gennaio 2025  | Sankt Anton am Arlberg | Austria     | Karl Schranz             | DH    | Federica Brignone | Malorie Blanc                     | Ester Ledecká           |
| 12 gennaio 2025  | Sankt Anton am Arlberg | Austria     | Karl Schranz             | SG    | Lauren Macuga     | Stephanie Venier                  | Federica Brignone       |
| 14 gennaio 2025  | Flachau                | Austria     | Hermann Maier            | SL    | Camille Rast      | Wendy Holdener                    | Sara Hector             |
| 18 gennaio 2025  | Cortina d'Ampezzo      | Italia      | Olimpia delle Tofane     | DH    | Sofia Goggia      | Kajsa Vickhoff Lie                | Federica Brignone       |
| 19 gennaio 2025  | Cortina d'Ampezzo      | Italia      | Olimpia delle Tofane     | SG    | Federica Brignone | Lara Gut-Behrami                  | Corinne Suter           |
| 21 gennaio 2025  | Plan de Corones        | Italia      | Erta                     | GS    | Alice Robinson    | Lara Gut-Behrami                  | Paula Moltzan           |
| 25 gennaio 2025  | Garmisch-Partenkirchen | Germania    | Kandahar                 | DH    | Federica Brignone | Sofia Goggia                      | Corinne Suter           |
| 26 gennaio 2025  | Garmisch-Partenkirchen | Germania    | Kandahar                 | SG    | Lara Gut-Behrami  | Kajsa Vickhoff Lie                | Federica Brignone       |
| 30 gennaio 2025  | Courchevel             | Francia     | Émile Allais             | SL    | Zrinka Ljutić     | Sara Hector                       | Lena Dürr               |
| 21 febbraio 2025 | Sestriere              | Italia      | Giovanni Alberto Agnelli | GS    | Federica Brignone | Alice Robinson                    | Thea Louise Stjernesund |
| 22 febbraio 2025 | Sestriere              | Italia      | Giovanni Alberto Agnelli | GS    | Federica Brignone | Lara Gut-Behrami                  | Alice Robinson          |
| 23 febbraio 2025 | Sestriere              | Italia      | Giovanni Alberto Agnelli | SL    | Mikaela Shiffrin  | Zrinka Ljutić                     | Paula Moltzan           |
| 28 febbraio 2025 | Kvitfjell              | Norvegia    | Olympiabakken            | DH    | Cornelia Hütter   | Emma Aicher                       | Breezy Johnson          |
| 1º marzo 2025    | Kvitfjell              | Norvegia    | Olympiabakken            | DH    | Emma Aicher       | Lauren Macuga                     | Cornelia Hütter         |
| 2 marzo 2025     | Kvitfjell              | Norvegia    | Olympiabakken            | SG    | Federica Brignone | Lara Gut-Behrami                  | Sofia Goggia            |
| 8 marzo 2025     | Åre                    | Svezia      | Störtloppsbacken         | GS    | Federica Brignone | Alice Robinson                    | Lara Colturi            |
| 9 marzo 2025     | Åre                    | Svezia      | Störtloppsbacken         | SL    | Katharina Truppe  | Katharina Liensberger             | Mikaela Shiffrin        |
| 13 marzo 2025    | La Thuile              | Italia      | 3-Franco Berthod         | SG    | Emma Aicher       | Sofia Goggia                      | Federica Brignone       |
| 14 marzo 2025    | La Thuile              | Italia      | 3-Franco Berthod         | SG    | Federica Brignone | Sofia Goggia                      | Romane Miradoli         |
| 15 marzo 2025    | La Thuile              | Italia      | 3-Franco Berthod         | DH    | cancellata        | cancellata                        | cancellata              |
| 22 marzo 2025    | Sun Valley             | Stati Uniti | Challenger               | DH    | cancellata        | cancellata                        | cancellata              |
| 23 marzo 2025    | Sun Valley             | Stati Uniti | Challenger               | SG    | Lara Gut-Behrami  | Lindsey Vonn                      | Federica Brignone       |
| 25 marzo 2025    | Sun Valley             | Stati Uniti | Greyhawk/Hemingway       | GS    | Lara Gut-Behrami  | Federica Brignone                 | Sara Hector             |
| 27 marzo 2025    | Sun Valley             | Stati Uniti | Greyhawk                 | SL    | Mikaela Shiffrin  | Lena Dürr                         | Andreja Slokar          |

Legenda:

DH = discesa libera

SG = supergigante

GS = slalom gigante

SL = slalom speciale

### Classifiche

#### Generale
| Pos. | Nome              | Nazione       | Punti |
| ---- | ----------------- | ------------- | ----- |
| 1    | Federica Brignone | Italia        | 1594  |
| 2    | Lara Gut-Behrami  | Svizzera      | 1272  |
| 3    | Sofia Goggia      | Italia        | 931   |
| 4    | Zrinka Ljutić     | Croazia       | 816   |
| 5    | Sara Hector       | Svezia        | 752   |
| 6    | Camille Rast      | Svizzera      | 736   |
| 7    | Alice Robinson    | Nuova Zelanda | 700   |
| 8    | Lara Colturi      | Albania       | 655   |
| 9    | Cornelia Hütter   | Austria       | 619   |
| 10   | Wendy Holdener    | Svizzera      | 612   |

#### Discesa libera
| Pos. | Nome              | Nazione     | Punti |
| ---- | ----------------- | ----------- | ----- |
| 1    | Federica Brignone | Italia      | 384   |
| 2    | Cornelia Hütter   | Austria     | 368   |
| 3    | Sofia Goggia      | Italia      | 350   |
| 4    | Lauren Macuga     | Stati Uniti | 230   |
| 5    | Lara Gut-Behrami  | Svizzera    | 229   |

#### Supergigante
| Pos. | Nome               | Nazione  | Punti |
| ---- | ------------------ | -------- | ----- |
| 1    | Lara Gut-Behrami   | Svizzera | 665   |
| 2    | Federica Brignone  | Italia   | 630   |
| 3    | Sofia Goggia       | Italia   | 466   |
| 4    | Kajsa Vickhoff Lie | Norvegia | 317   |
| 5    | Elena Curtoni      | Italia   | 284   |

#### Slalom gigante
| Pos. | Nome                    | Nazione       | Punti |
| ---- | ----------------------- | ------------- | ----- |
| 1    | Federica Brignone       | Italia        | 580   |
| 2    | Alice Robinson          | Nuova Zelanda | 520   |
| 3    | Sara Hector             | Svezia        | 447   |
| 4    | Thea Louise Stjernesund | Norvegia      | 381   |
| 5    | Lara Colturi            | Albania       | 379   |

#### Slalom speciale
| Pos. | Nome                  | Nazione     | Punti |
| ---- | --------------------- | ----------- | ----- |
| 1    | Zrinka Ljutić         | Croazia     | 541   |
| 2    | Katharina Liensberger | Austria     | 509   |
| 3    | Camille Rast          | Svizzera    | 492   |
| 4    | Mikaela Shiffrin      | Stati Uniti | 486   |
| 5    | Lena Dürr             | Germania    | 473   |

## Coppa delle Nazioni

### Classifiche
Le classifiche della Coppa delle Nazioni sono state stilate sommando i punti ottenuti da ogni atleta in ogni gara individuale.

#### Generale
| Pos. | Nazione     | Punti |
| ---- | ----------- | ----- |
| 1    | Svizzera    | 10823 |
| 2    | Austria     | 7459  |
| 3    | Italia      | 6399  |
| 4    | Norvegia    | 5098  |
| 5    | Stati Uniti | 4179  |

#### Uomini
| Pos. | Nazione  | Punti |
| ---- | -------- | ----- |
| 1    | Svizzera | 6695  |
| 2    | Austria  | 3967  |
| 3    | Norvegia | 3735  |
| 4    | Francia  | 2575  |
| 5    | Italia   | 2143  |

#### Donne
| Pos. | Nazione     | Punti |
| ---- | ----------- | ----- |
| 1    | Italia      | 4256  |
| 2    | Svizzera    | 4128  |
| 3    | Austria     | 3492  |
| 4    | Stati Uniti | 2904  |
| 5    | Svezia      | 1554  |